# ピオヴァ・マッサーイア
ピオヴァ・マッサーイア（伊: Piovà Massaia）は、イタリア共和国ピエモンテ州アスティ県にある基礎自治体（コムーネ）。

## 地理

### 位置・広がり

#### 隣接コムーネ
隣接するコムーネは以下の通り。
- カプリーリオ
- チェッレート・ダスティ
- コッコナート
- クーニコ
- モンタフィーア
- モンティーリオ・モンフェッラート
- パッセラーノ・マルモリート
- ピエーア

#### 地震分類
イタリアの地震リスク階級 (it) では、4 に分類される
。

## 行政

### 分離集落
ピオヴァ・マッサーイアには、以下の分離集落（フラツィオーネ）がある。
- Braja, Cascine Freis, Cascine San Pietro, Cascine Zingari, Castelvero, Gallareto